# Stibochiona
Genre
Le genre Stibochiona regroupe des papillons de la famille des Nymphalidae et de la sous-famille des Cyrestinae.

## Dénomination
Le genre Stibochiona a été décrit par Arthur Gardiner Butler en 1869.

## Caractéristiques communes
Leur aire de répartition est située en Australasie.

## Liste des espèces
- Stibochiona coresia (Hübner, [1826])
- Stibochiona nicea (Gray, 1846)

### Source
- « Stibochiona », sur funet.fi (consulté le 16 juillet 2012)